# كيشوت (رواية)
كيشوت (بالإنجليزية: Quichotte)‏ هي رواية للكاتب البريطاني سلمان رشدي، نشرت عام 2019، عن دار نشر جوناثان كيب.